# Starcie w Rożkach
Starcie w Rożkach koło Radomia – nieudana próba likwidacji agenta Gestapo w Końskich. Potyczka miała miejsce 19 września 1942 roku w pociągu i na stacji kolejowej w Rożkach koło Radomia.

## Tło historyczne
28 października 1939 roku na części ziem polskich Niemcy utworzyli Generalne Gubernatorstwo, podzielone dekretem Hansa Franka na cztery dystrykty: krakowski, lubelski, radomski i warszawski. Radom stał się więc siedzibą gubernatora oraz miejscem stacjonowania znacznych sił policyjnych (czterystuosobowa komenda policji bezpieczeństwa, komenda policji porządkowej i podległy jej pułk policyjny „Radom”, komenda żandarmerii dysponująca plutonem żandarmów, komenda policji ochronnej z oddziałami do zadań specjalnych, kompania wartownicza SS złożona z cudzoziemców, załogi strażników fabrycznych, ochrony kolei i obozów pracy w mieście i okolicach) i wojskowych (Komenda Garnizonu Radom, której podlegały: oddział żandarmerii polowej, grupa tajnej policji polowej oraz zmotoryzowana grupa żandarmerii polowej). Lotnisko na Sadkowie wkrótce po zakończeniu walk w 1939 roku stało się ośrodkiem szkoleniowym niemieckiego lotnictwa wojskowego, w którym jednorazowo kształciło się nawet 300 lotników. Na północ od Radomia, na terenach współczesnych powiatów radomskiego i kozienickiego, funkcjonował duży niemiecki poligon o nazwie Truppenübungsplatz Mitte Radom (w niektórych okresach wojny liczba szkolonych rekrutów sięgała 7 tys.). Istotne znaczenie strategiczne miała też radomska fabryka broni, w czasie okupacji podporządkowana austriackiemu koncernowi Steyr, produkująca pistolety vis.
W strukturach Polskiego Państwa Podziemnego Radom przynależał do okręgu Radom-Kielce ZWZ-AK (krypt. „Jodła”, „Rolnik”, „Maliny”) i w latach 1940–1942 był siedzibą komendantury okręgu oraz (od 1940 roku) komendy Oddziału II Okręgu Radom-Kielce (wywiad). W związku z wyjątkową rolą miasta w polityce władz hitlerowskich działalność wywiadu była tu prowadzona dwutorowo: oprócz wspomnianego oddziału II w 1941 roku dowództwo „Jodły” powołało w Radomiu samodzielną ekspozyturę wywiadowczą krypt. „Sosna”. Jej pierwszym komendantem został ppor. Jerzy Żetycki ps. „Andrzej”. Ekspozytura zajmowała się kontrolą korespondencji sortowanej w radomskich urzędach pocztowych, gromadziła dane dotyczące nastrojów panujących wśród Niemców, rozpoznawała operacje policji bezpieczeństwa. Żołnierze „Sosny” byli też zatrudnieni w fabryce broni, skąd wykradali części używane później do składania pistoletów.

## Przyczyny
Wiosną 1942 roku wśród żołnierzy wywiadu AK zaczęło narastać przekonanie, że w środowisku znajduje się agent Gestapo. W otoczeniu szefa oddziału II, mjr. Zygmunta Szewczyka ps. „Bartek”, uznano, że konfidentem jest najprawdopodobniej szef wywiadu Komendy Obwodu AK Końskie, Maksymilian Szymański ps. „Relampago”, który utrzymywał intensywne kontakty z ekspozyturą „Sosna”. Po zebraniu materiału dowodowego i kilkukrotnym przesłuchaniu „Relampago”, który najprawdopodobniej zorientował się, o co jest podejrzewany, podjęto decyzję o konieczności likwidacji konfidenta. Zadanie to zostało powierzone „Andrzejowi”.

## Przebieg akcji
18 września 1942 roku członkowie grupy likwidacyjnej w składzie: Jerzy Żetycki „Andrzej” (dowódca), Mieczysław Wrona „Szymon”, Józef Grabosz „Bill”, Zbigniew Gołębiowski „Budrys”, Tadeusz Stelmaszczyk „Aron” i Mieczysław Kapel „Wróbel” (pochodzący z Końskich, miał pełnić funkcję nieuzbrojonego przewodnika grupy) spotkali się na terenie zakładu przemysłowego przy ulicy Nowogrodzkiej w Radomiu, celem omówienia akcji. 19 września rano konspiratorzy uzbrojeni w broń krótką (przynajmniej dwa visy) i prawdopodobnie w granaty spotkali się na dworcu kolejowym w Radomiu, gdzie kupili bilety od wtajemniczonego kasjera, Bolesława Dłużewskiego, i wsiedli do pociągu jadącego do Końskich. Chwilę później do pociągu wsiadła grupa żandarmów dowodzona przez SS-Unterscharführera Brunona Siebeneichlera. Natychmiast po ruszeniu pociągu żandarmi w asyście funkcjonariuszy straży kolejowej rozpoczęli, poczynając od ostatniego wagonu, legitymowanie pasażerów. Do wagonu, w którym podróżowali żołnierze AK, Niemcy wkroczyli na chwilę przed dotarciem pociągu do stacji Rożki. Pomimo że w wagonie znajdowało się wiele osób, kontrolę rozpoczęto od „Billa”. Kiedy ten podał kenkartę, padł rozkaz: „ręce do góry!”. Wtedy „Bill” wyciągnął pistolet i oddał strzał, zabijając żandarma. Dalszy przebieg zdarzeń nie jest jasny. Nie wiadomo, czy inni żołnierze AK oddali strzały do Niemców jeszcze w pociągu, czy już poza nim, na stacji w Rożkach. Wykorzystując panikę wśród pasażerów konspiratorzy opuścili pociąg. Już na peronie „Andrzej” został jednak śmiertelnie postrzelony. „Wróbel”, prawdopodobnie wskazany przez jednego z pasażerów pociągu, został natychmiast aresztowany. „Aron”, „Budrys”, „Szymon” i „Bill”, ostrzeliwując się, uciekli ze stacji do pobliskich lasów. „Szymon”, „Bill” i „Aron” ukryli się w okolicach Radomia. „Budrys” wrócił do Radomia, by ostrzec kolegów z organizacji. Po kilku godzinach od akcji dotarł do lokalu przy ul. Słowackiego 14, należącego do Stanisławy Winczewskiej, gdzie zdał relację z akcji Józefowi Telidze ps. „Równy”. W związku ze spodziewanymi aresztowaniami zlikwidowano liczne punkty kontaktowe, zmieniono pseudonimy, niektórych konspiratorów skłoniono do wyjazdu i ukryto wykradzioną z fabryki broń. Wielu członków organizacji zbagatelizowało jednak zagrożenie.

## Śledztwo i represje
Natychmiast po incydencie rozpoczęło się śledztwo pod kierunkiem SS-Hauptsturmführera Paula Fuchsa. Na miejscu strzelaniny zabezpieczono fałszywe dokumenty „Andrzeja”, które jednak zwierały istotne informacje prawdziwe: miejsce zamieszkania i miejsce pracy. W ręce Niemców wpadła też prawdziwa kenkarta, którą „Bill” wręczył żandarmowi podczas kontroli. Gestapo przejęło też dwa visy, utracone przez żołnierzy AK podczas akcji. Sprawdzenie numerów seryjnych pistoletów dostarczyło prowadzącym śledztwo zaskakujących informacji: okazało się, że są one tożsame z numerami pistoletów służbowych użytkowanych przez Niemców. Dowodziło to jednoznacznie, że w fabryce broni trwa zakonspirowana produkcja visów na potrzeby podziemia. Intensywnie przesłuchiwano też „Wróbla”. Na bazie zdobytych informacji 24 września przystąpiono do aresztowań. W ciągu jednego dnia ujęto ponad 50 osób, m.in.: Bolesława Dłużewskiego (kasjer, który sprzedał konspiratorom bilety na przejazd do Końskich), Jana Nadolskiego (w jego firmie pod fałszywym nazwiskiem pracował Andrzej), rodzinę Graboszów (żonę „Billa” – Zofię ps. „Lucyna”, brata – Stanisława z żoną Julią i synem Mieczysławem oraz siostrę – Bronisławę Mróz), rodzinę Winczewskich (Stanisławę, jej trzech synów – Henryka, Jana i czternastoletniego Józefa, ciężarną żonę Jana – Adę), Józefa Saramonowicza (majster z działu montażu w fabryce broni) z synem Zbigniewem, Aurelię Szostak ps. „Irena” (pracownica poczty, zaangażowana w pracę wywiadowczą), ppor. Halinę Bretsznajder ps. „Olga” (harcmistrzyni, zastępczyni szefa oddziału II).
Po zakończeniu śledztwa wszyscy podejrzani zostali skazani przez sąd doraźny, któremu przewodniczył SS-Obersturmbannführer Fritz Wilhelm Liphardt, na karę śmierci. Wyroki zostały wykonane przez powieszenie, w publicznych egzekucjach. Pierwsza z nich (15 osób) odbyła się 12 października na stacji kolejowej w Rożkach. 13 października, przy ulicy Kieleckiej zamordowano kolejnych 10 osób. Na miejsce trzeciej egzekucji wybrano plac przed halami fabryki broni, gdzie 14 października powieszono 15 osób. Ostatnią, czwartą grupę (10 osób) więźniów zamordowano 15 października przy ulicy Warszawskiej. Czternastoletniego Józefa Winczewskiego Niemcy nie odważyli się stracić publicznie. Przez 4 miesiące był przetrzymywany w radomskim więzieniu, po czym został zastrzelony (według jednych świadectw na dziedzińcu więzienia, według innych - w katowni Gestapo przy ul. Kościuszki w Radomiu).
W pierwszych dniach listopada 1942 z Ciepielowa, gdzie odbywał rekonwalescencję po postrzale w Rożkach, do Radomia przyjechał „Bill”. Zachowując zasady pracy konspiracyjnej najpierw udał się do punktu kontaktowego. Podczas spotkania z łączniczkami był przekonywany do powrotu do Ciepielowa. Postanowił jednak sprawdzić, czy w jego mieszkaniu palą się światła świadczące o obecności domowników. Późnym wieczorem, w towarzystwie łączniczki, Stefanii Dobijówny ps. „Lena” udał się na ulicę Wałową, gdzie został rozpoznany przez obserwujących dom agentów Gestapo. „Lena” została aresztowana, natomiast „Bill”, ostrzeliwując się, uciekł w kierunku Rynku. Osaczony, podjął nieskuteczną próbę samobójczą. Natychmiast został przewieziony do szpitala wojskowego przy ul. Narutowicza. Po ponad trzech tygodniach leczenia został przekazany policji bezpieczeństwa. Wycieńczony fizycznie i załamany psychicznie podczas przesłuchań został poddany torturom. Nic nie wskazuje, by jego zeznania doprowadziły do aresztowań mieszkańców Radomia (prawdopodobnie przekazywał jedynie dane osób nieżyjących). Podał jednak dane rodzin z Przysuchy, Ciepielowa i innych miejscowości, w których ukrywał się po strzelaninie w Rożkach. Gdy stało się jasne, że przekazał już wszystkie interesujące Niemców informacje, został rozstrzelany na Firleju.

18 stycznia 1943 roku opuścił swoją kryjówkę w Lipsku „Szymon”. Prawdopodobnie zamierzał spotkać się w Radomiu ze swoją żoną Walentyną. Najpierw udał się do domu rodziców przy ul. Poznańskiej, gdzie został rozpoznany przez konfidenta, który zawiadomił Niemców. Na miejscu natychmiast pojawił się hitlerowski oddział. Pierwszy został zastrzelony ojciec „Szymona”, następnie zginął podczas ucieczki sam „Szymon”. Matkę zamordowano nad ciałem syna. Przy zwłokach znaleziono dokumenty wskazujące jego miejsce pobytu i zatrudnienia w Lipsku. Na tej podstawie Niemcy uderzyli w struktury konspiracji także w tym mieście.

## Skutki
W wyniku strat poniesionych po akcji w Rożkach ekspozytura „Sosna” musiała zawiesić działalność. Proces odbudowy struktur wywiadowczych potrwał co najmniej kilka miesięcy - odzyskać pełną sprawność i rozwinąć nowe formy działalności udało się prawdopodobnie w połowie 1943 roku. Działalność konspiracyjna w fabryce broni została sparaliżowana.

Sposób stracenia skazanych wywołał wstrząs w Radomiu. Egzekucje odbyły się przy głównych traktach komunikacyjnych, w porach nasilonego ruchu (dni targowe). Najmłodszy spośród zamordowanych miał 16 lat (Mieczysław Grabosz, syn Stanisława). Wśród powieszonych przy ul. Warszawskiej była Ada Winczewska, w widocznej ciąży. Wymienione fakty sprawiły, że niemieckie mordy odbiły się szerokim echem w okupowanej Polsce.

Dowódca niemieckiego patrolu uczestniczącego w starciu, SS-Unterscharführer Bruno Siebeneichler, za zdobycie wykradzionych z fabryki broni visów, został (na wniosek Naczelnego Dowództwa Niemieckich Sił Zbrojnych) odznaczony Krzyżem Żelaznym II klasy. Był to jedyny przypadek przyznania tak wysokiego odznaczenia funkcjonariuszowi policji bezpieczeństwa w Radomiu.

Wyrok na „Relampago” został wykonany 25 (lub 26) grudnia 1942 roku przez Oddział Dywersji Bojowej Komendy Obwodu Końskie Armii Krajowej.

Po zakończeniu wojny tożsamość sprawców mordów została ustalona.

## Upamiętnienie

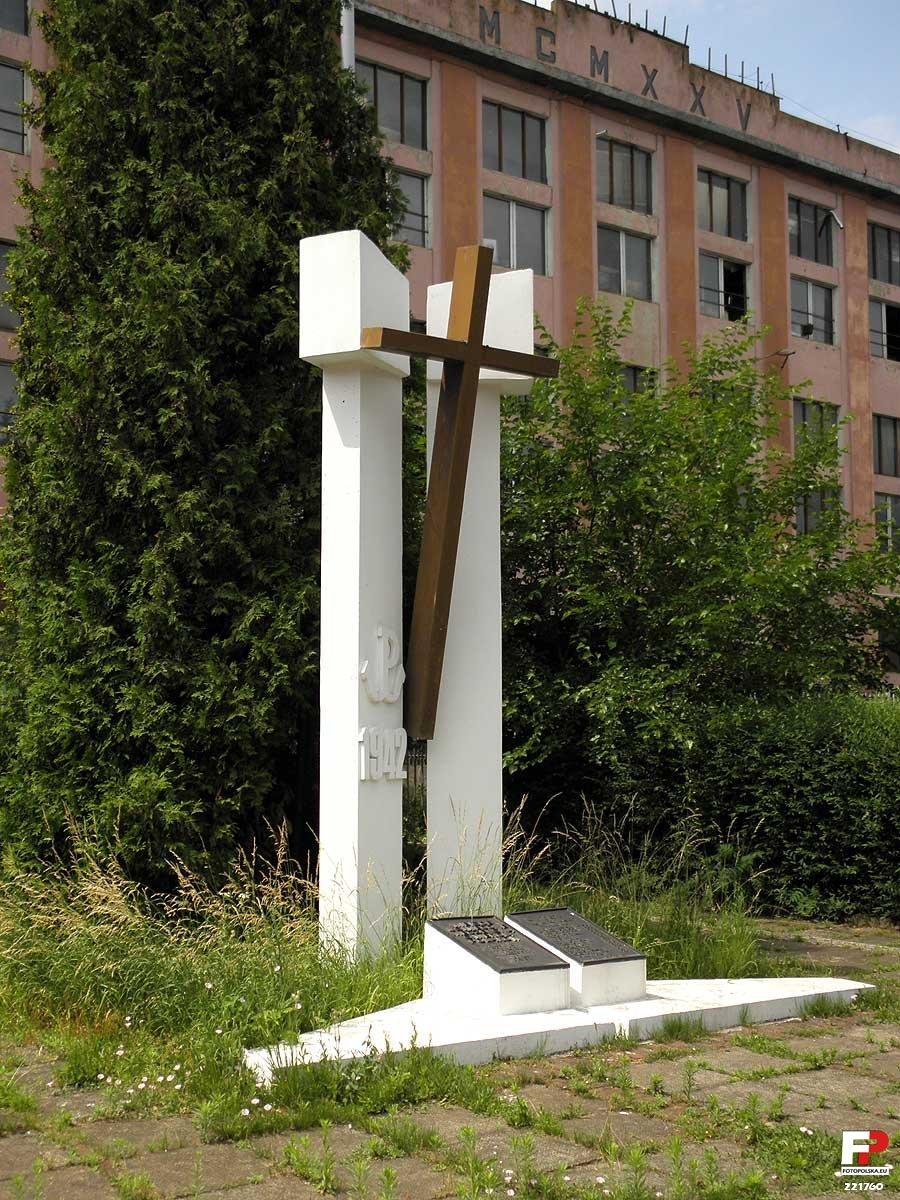
Pomnik w miejscu egzekucji 14 października 1942 (na terenie fabryki broni)

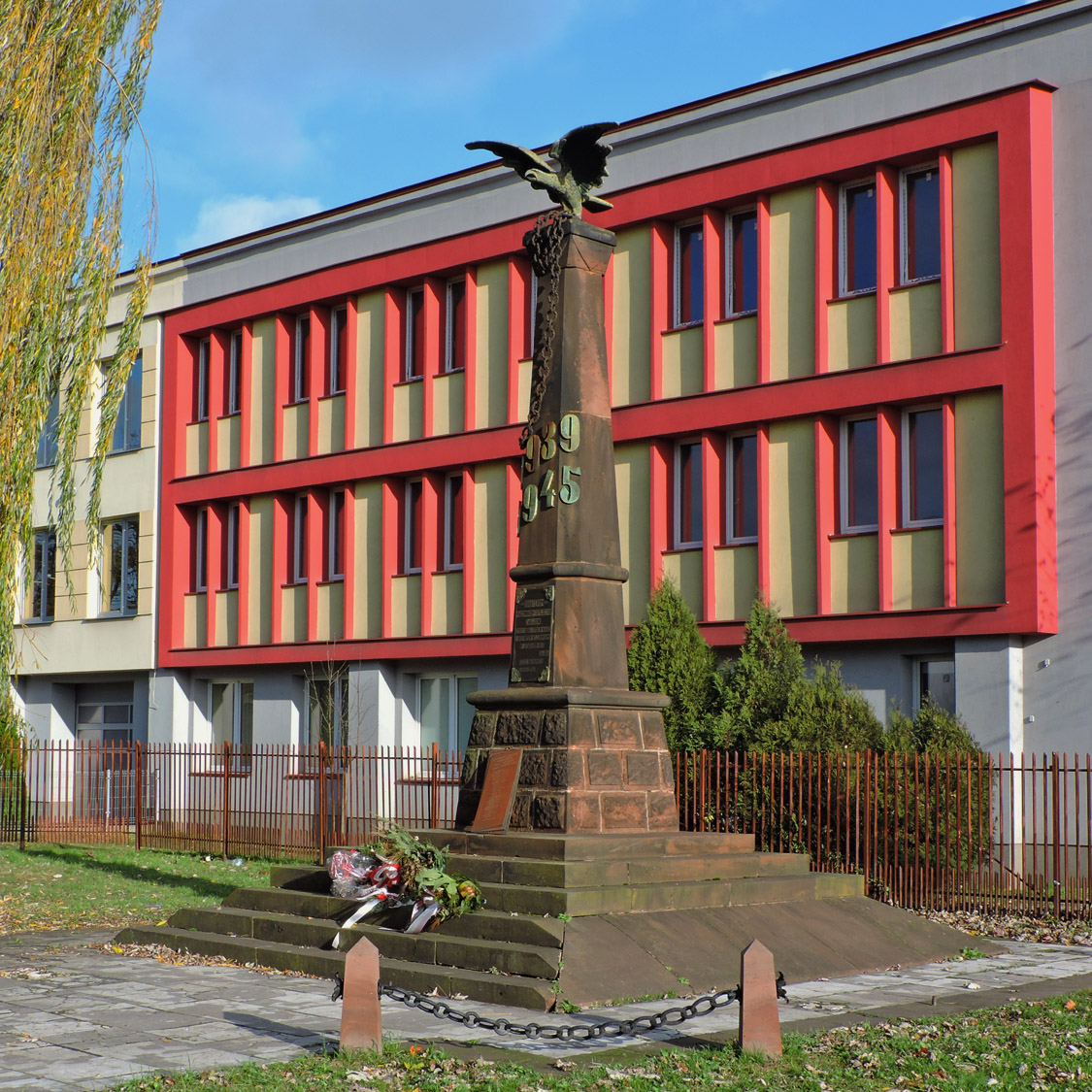
Pomnik na terenie fabryki broni upamiętniający pracowników zamordowanych przez okupanta w dniach 12, 13 i 14 października 1942

Pomniki ofiar egzekucji znajdują się w pobliżu stacji kolejowej w Rożkach oraz w Radomiu: na skrzyżowaniu ulic Kieleckiej i Wandy Malczewskiej, na skrzyżowaniu ulic Warszawskiej i Śniadeckich oraz dwa na terenie dawnej fabryki broni.

Rodzina Winczewskich patronuje ulicy biegnącej wzdłuż Potoku Północnego od ulicy Warszawskiej (dawna ulica Gwardii Ludowej).

Ppor. Halina Bretsznajder została upamiętniona tablicą pamiątkową w kościele garnizonowym w Radomiu.

## Kontrowersje
Jak podaje Piątkowski, istnieje kilka sprzecznych relacji z przebiegu samego zajścia w pociągu i na stacji w Rożkach (m.in. Zygmunta Szewczyka ps. Bartek, który w swych powojennych wspomnieniach bazował na pogłoskach i plotkach). Do tej pory nie doczekała się też rozstrzygnięcia kwestia, czy walka, która wywiązała się w pociągu była przypadkowa, czy była wynikiem zasadzki zastawionej przez Niemców.

Franecki twierdzi, że decyzja o masowych, publicznych egzekucjach w drugiej połowie 1942 roku zapadła na szczeblu centralnych władz okupacyjnych w ramach zaostrzenia terroru. W oparciu o to założenie wnioskuje, że październikowe egzekucje w Radomiu i tak by się odbyły – inny byłby tylko pretekst i ofiary.